# Robert C. Merton
Robert Carhart Merton (* 31. července 1944 New York) je americký ekonom a univerzitní profesor, který v roce 1997 získal spolu s Myronem Scholesem Cenu Švédské národní banky za rozvoj ekonomické vědy na památku Alfreda Nobela za „novou metodu určování hodnoty derivátů“. Doktorát z ekonomie získal v roce 1970 na MIT pod dohledem Paula A. Samuelsona. Je to syn sociologa Roberta K. Mertona.